# Christian Immanuel Kind
Christian Immanuel Kind (* 3. Januar 1818 in Chur; † 23. Mai 1884 ebenda) war ein Schweizer reformierter Pfarrer und Historiker.

## Leben
Christian Immanuel Kind wurde in Chur im Kanton Graubünden am 3. Januar 1818 geboren; seine Eltern waren der dortige Geistliche Paulus Kind der Jüngere sowie Friederike Liesching. Nachdem er Schulen in Chur und vier Jahre eine Schule in württembergischen Schönbrunn besucht hatte, studierte er nach dem 21. Mai 1838 an der Universität Tübingen Theologie, bis 1840; am 22. Juni desselben Jahres nahm man ihn in Ilanz in die evangelisch-rätische Synode auf, womit er die Erlaubnis hatte, im Kanton als Pfarrer tätig zu sein und übernahm er die Pfarreien Castiel, Calfreisen und Lüen.
Zwei Jahre später wechselte er nach Safien. Zwei Jahre danach wechselte er 1844 nach Klosters. Dort blieb er vier Jahre lang tätig und zog dann nach Peist. 1852 wurde er in Saas im Prättigau zum Pfarrer erwählt und blieb dort bis zum Jahre 1865. Dann wechselte er nach Fanas, wo er bis 1867 tätig blieb.
Neben all diesen Pfarrtätigkeiten widmete Kind sich historischen Forschungen. 1869 wurde er Archivar des Stadtarchivs Chur. Drei Jahre lang pflegte er das Archiv, das zuvor verwahrlost war. In diesen Jahren entbrannte innerhalb der Synode ein Streit zwischen liberalen und konservativen Theologen (Kind gehörte der konservativen Theologie an) trat er aus der Synode aus und konnte deshalb seine Pfarrtätigkeit nicht mehr fortführen.
1873 stellte man ihn als Registrator der Stadtkanzlei ein, ein Jahr später wechselte er in die Standeskanzlei des Kantons und wurde Registrator und Archivar. Trotz dieser Umstände fand Kind Zeit, sich weiterhin sowohl mit der politischen als auch der Kirchengeschichte Graubündens im 16. und 17. Jahrhundert zu befassen. 1870 wurde er Bibliothekar der Geschichtsforschende Gesellschaft Graubündens. Diese Stelle übte er bis zu seinem Tode am 23. Mai 1884 in Chur aus.
Kind war Mitarbeiter der Allgemeinen Deutschen Biographie, zu welcher er zwölf Artikel beisteuerte. Kind zählt zu den bedeutendsten Bündner Historikern des 19. Jahrhunderts.

## Werke
- Die evangelisch-rhätische Synode und der Indifferentismus. Eine Beleuchtung (Chur 1847)
- Anleitung zur geographischen Kenntnis des Landes Graubündens (Chur 1855)
- Die Reformation in den Bistümern Chur und Como (Chur 1858)
- Die Stadt Chur in ihrer ältesten Geschichte. Ein Versuch (Chur 1859)
- Die Chronik des Hans Fründ, Landschreiber zu Schwytz. Allgemeine Geschichtsforschende Gesellschaft der Schweiz, Zürich 1875 (online).